# Zoran Planinić
Zoran Planinić (Mostar, 12 settembre 1982) è un ex cestista croato.
Alto 201 cm, giocava nel ruolo di playmaker  atipico

## Carriera
La sua carriera da cestista professionista inizia nella stagione 2001-02 con il Cibona Zagabria, squadra all'epoca allenata da Jasmin Repeša.
Nel draft NBA 2003 fu scelto come numero 22 dai New Jersey Nets. Con la franchigia statunitense ebbe poco spazio, a parte qualche match. Nel 2006 viene ceduto alla squadra basca, con la quale ha firmato un triennale. Nel 2008 è stato però comprato dai campioni d'Europa in carica, i russi del CSKA Mosca.
Negli EuroBasket 2003, 2005, 2007 e 2009 ha fatto parte della Croazia, con la quale ha disputato anche i Giochi Olimpici di Pechino e i Mondiali 2010.

## Statistiche

### NBA

#### Regular Season
| Anno      | Squadra   | PG  | PT | MP   | TC%  | 3P%  | TL%  | RP  | AP  | PRP | SP  | PP  |
| --------- | --------- | --- | -- | ---- | ---- | ---- | ---- | --- | --- | --- | --- | --- |
| 2003-2004 | N.J. Nets | 49  | 1  | 9,7  | 41,1 | 28,1 | 63,3 | 1,1 | 1,4 | 0,3 | 0,1 | 3,1 |
| 2004-2005 | N.J. Nets | 43  | 8  | 12,0 | 44,8 | 37,5 | 69,7 | 1,6 | 1,0 | 0,6 | 0,0 | 5,0 |
| 2005-2006 | N.J. Nets | 56  | 1  | 10,6 | 36,1 | 23,2 | 69,7 | 1,3 | 0,9 | 0,4 | 0,1 | 3,4 |
| Carriera  | Carriera  | 148 | 10 | 10,7 | 40,5 | 28,9 | 67,7 | 1,3 | 1,1 | 0,4 | 0,0 | 3,8 |

#### Playoffs
| Anno     | Squadra   | PG | PT | MP  | TC% | 3P% | TL%  | RP  | AP  | PRP | SP  | PP  |
| -------- | --------- | -- | -- | --- | --- | --- | ---- | --- | --- | --- | --- | --- |
| 2004     | N.J. Nets | 6  | 0  | 2,5 | 0,0 | 0,0 | 50,0 | 0,2 | 0,3 | 0,0 | 0,0 | 0,2 |
| 2005     | N.J. Nets | 3  | 0  | 1,0 | -   | -   | -    | 0,0 | 0,0 | 0,0 | 0,0 | 0,0 |
| 2006     | N.J. Nets | 3  | 0  | 2,0 | 0,0 | -   | 0,0  | 0,3 | 0,7 | 0,3 | 0,0 | 0,0 |
| Carriera | Carriera  | 12 | 0  | 2,0 | 0,0 | 0,0 | 25,0 | 0,2 | 0,3 | 0,1 | 0,0 | 0,1 |

### Eurolega
| Anno      | Squadra         | PG  | PT  | MP   | TC%  | 3P%  | TL%  | RP  | AP   | PRP | SP  | PP   |
| --------- | --------------- | --- | --- | ---- | ---- | ---- | ---- | --- | ---- | --- | --- | ---- |
| 2000-2001 | Cibona Zagabria | 5   | 1   | 16,9 | 29,4 | 0,0  | -    | 1,4 | 1,2  | 0,2 | 0,2 | 2,0  |
| 2001-2002 | Cibona Zagabria | 8   | 7   | 24,8 | 50,8 | 50,0 | 68,3 | 2,2 | 2,4  | 1,1 | 0,4 | 12,1 |
| 2002-2003 | Cibona Zagabria | 18  | 9   | 22,2 | 43,0 | 23,5 | 59,3 | 2,8 | 2,8  | 0,8 | 0,1 | 7,8  |
| 2006-2007 | Saski Baskonia  | 18  | 11  | 24,3 | 45,7 | 28,1 | 67,7 | 2,7 | 3,8  | 1,3 | 0,3 | 9,3  |
| 2007-2008 | Saski Baskonia  | 25  | 23  | 24,7 | 51,5 | 37,5 | 66,2 | 2,8 | 3,1  | 0,9 | 0,2 | 10,6 |
| 2008-2009 | CSKA Mosca      | 19  | 4   | 18,7 | 44,7 | 34,1 | 68,0 | 1,8 | 2,1  | 0,5 | 0,3 | 7,0  |
| 2009-2010 | CSKA Mosca      | 21  | 17  | 21,4 | 45,5 | 29,5 | 64,9 | 2,9 | 2,1  | 1,1 | 0,1 | 7,5  |
| 2010-2011 | Chimki          | 10  | 6   | 29,0 | 48,8 | 29,0 | 71,0 | 4,2 | 3,1  | 0,9 | 0,2 | 11,1 |
| 2012-2013 | Chimki          | 22  | 22  | 30,8 | 44,7 | 16,4 | 66,7 | 3,9 | 6,3* | 1,1 | 0,1 | 12,4 |
| 2013-2014 | Anadolu Efes    | 23  | 9   | 23,5 | 39,4 | 29,8 | 73,7 | 2,4 | 3,7  | 0,9 | 0,0 | 8,4  |
| Carriera  | Carriera        | 169 | 109 | 24,0 | 45,4 | 28,9 | 66,8 | 2,8 | 3,3  | 0,9 | 0,2 | 9,2  |

## Palmarès

### Squadra
- Campionato spagnolo: 1

Saski Baskonia: 2007-08
- Campionato russo: 2

CSKA Mosca: 2008-09, 2009-10
- Supercoppa spagnola: 2

Saski Baskonia: 2006, 2007
- Coppa di Croazia: 2

Cibona Zagabria: 2001, 2002
- Coppa di Russia: 1

CSKA Mosca: 2009-10
- VTB United League: 3

CSKA Mosca: 2008, 2009-10
Chimki: 2010-11
- Eurocup: 1

Chimki: 2011-12

### Individuale
- MVP finals ULEB Eurocup: 1

Chimki: 2011-12
- All-ULEB Eurocup First Team: 1

Chimki: 2011-12